# 賀欣
賀欣（?—?），安徽省安慶府宿松縣人，清朝政治人物、同進士出身。
光緒十八年（1892年），参加光緒壬辰科殿試，登進士三甲114名。同年五月，授工部候補主事